# 1985 RS1
1985 RS1 är en asteroid i huvudbältet som upptäcktes den 12 september 1985 av den Schweiziska astronomen Paul Wild vid Observatorium Zimmerwald.
Asteroiden har en diameter på ungefär 5 kilometer och den tillhör asteroidgruppen Nysa.